# Liste der Monuments historiques in Villeroy (Seine-et-Marne)
Die Liste der Monuments historiques in Villeroy (Seine-et-Marne) führt die Monuments historiques in der französischen Gemeinde Villeroy auf.

## Liste der Objekte
| Bezeichnung                                                                           | Beschreibung | Standort                                                                    | Kennzeichnung | Schutzstatus | Datum | Bild |
| ------------------------------------------------------------------------------------- | --- | --------------------------------------------------------------------------- | ------------- | ------------ | ----- | ---- |
| Gemälde Verklärung                                                                    | Ölgemälde mit der Darstellung von fünf Personen, die den auf einer Wolke stehenden Christus umgeben. Entstehungszeit im 18. Jahrhundert.                                                                                   | Altar in der Kirche St-Pierre-St-Denis (Lage)                               | PM77003452    | Inscrit      | 1979  |      |
| Altarbild und Gemälde Das letzte Abendmahl                                            | Altar aus geformtem Kunstmarmor mit einem zentralen Medaillon an der Vorderseite und einem rechteckigen Ölgemälde in der Mitte. Gefertigt im 18. Jahrhundert.                                                              | In der Kapelle links vom Chor der Kirche St-Pierre-St-Denis (Lage)          | PM77003450    | Inscrit      | 1979  |      |
| Türrahmen der Sakristei                                                               | Geschnitzter Holzrahmen mit flachen Leisten und Gesims aus dem 18. Jahrhundert. | Im südlichen Gang in der Kirche St-Pierre-St-Denis (Lage)                   | PM77003453    | Inscrit      | 1979  |      |
| Glocke                                                                                | Bronzeglocke, 1785 gegossen | In der Kirche St-Pierre-St-Denis (Lage)                                     | PM77001858    | Classé       | 1942  |      |
| Grabtafel für Louis Buron (Pfarrer)                                                   | In das Pflaster der Kapelle eingelassener Grabstein mit einer gravierten Inschrift. Bezeichnet mit 14. Mai 1767. | In der Pflasterung der Kapelle in der Kirche St-Pierre-St-Denis (Lage)      | PM77003449    | Inscrit      | 1979  |      |
| Kanzel                                                                                | Holzkanzel mit seitlicher Zugangstreppe und einem Geländer aus mehreren Paneelen, die durch Balustraden gegliedert werden. Der Lampenschirm mit Zierleisten wird von einem Kreuz überragt. Hergestellt im 18. Jahrhundert. | Im Kirchenschiff der Kirche St-Pierre-St-Denis (Lage)                       | PM77003750    | Inscrit      | 1980  |      |
| Beichtstuhl                                                                           | Der Beichtstuhl aus Formholzplatten unterteilt sich in drei Abteil, von denen nur das Beichtvaterabteil durch eine offene Tür verschlossen ist. Gefertigt im 18. Jahrhundert.                                              | Im südlichen Kirchenschiff der Kirche St-Pierre-St-Denis (Lage)             | PM77003446    | Inscrit      | 1979  |      |
| Gemälde Jesus und die Samariterin am Jakobsbrunnen                                    | Ölgemälde aus dem 18. Jahrhundert. | Im Kirchenschiff über dem Haupteingang der Kirche St-Pierre-St-Denis (Lage) | PM77003447    | Inscrit      | 1979  |      |
| Altar, Altarbild und zwei Skulpturen: Apostel Petrus und Heiliger Dionysius von Paris | Altarbild aus drei Jochen. Bestehend aus dem Mitteljoch mit dem großen Ölgemälde des Altars und den beiden Seitenjochen mit den zwei Skulpturen, die in Nischen aufgestellt wurden. Entstehungszeit im 18. Jahrhundert.    | Im Chor der Kirche St-Pierre-St-Denis (Lage)                                | PM77003451    | Inscrit      | 1979  |      |
| Südlicher Altar mit dem Gemälde Jungfrau vom Rosenkranz des Hl. Dominikus             | Altar mit zwei kannelierten korinthischen Pilastern, der von zwei vertikalen Tafeln flankiert wird. In der Mitte ein ovales Ölgemälde mit einem geschnitzten Holzrahmen. Hergestellt im 18. Jahrhundert.                   | In der Kapelle rechts vom Chor der Kirche St-Pierre-St-Denis (Lage)         | PM77003448    | Inscrit      | 1979  |      |